# Notiomastodon
Notiomastodon ist eine ausgestorbene Gattung aus der Familie der Gomphotheriidae innerhalb der Ordnung der Rüsseltiere. Sie lebte vom Mittleren bis Oberen Pleistozän vor rund 460.000 bis 11.000 Jahren vor heute in Südamerika. Dort nutzten die Tiere hauptsächlich die Tieflandgebiete östlich der Anden. Die Vertreter von Notiomastodon erreichten etwa die Ausmaße eines heutigen Asiatischen Elefanten. Wie andere südamerikanische Gomphotherien wie etwa Cuvieronius aus den Hochlandgebieten der Anden und einige nordamerikanische Formen, so Stegomastodon, zeichnete sich Notiomastodon durch einen kurzschnauzigen und hoch gewölbten Schädel aus. Die kurze Schnauze entstand durch die Zurückbildung der unteren Stoßzähne, die bei den Gomphotherien Eurasiens und Afrikas zumeist erhalten blieben. Besonderheiten finden sich bei Notiomastodon in der Ausprägung der oberen Stoßzähne, denen häufig eine Umhüllung aus Zahnschmelz fehlte, des Weiteren auch in der Gestaltung der Backenzähne. Das deutlich höckerige Kauflächenmuster zeichnet die Tiere als Verwerter gemischter Pflanzenkost aus, die sich lokal aber unterschiedlich zusammensetzen konnte. Im Verlauf der letzten Kaltzeit kam es zu einer Anpassung an Grasnahrung. Die Gattung wurde im Jahr 1929 wissenschaftlich eingeführt. Sie war im Laufe der Forschungsgeschichte teils umstritten beziehungsweise wurde mit einer Form namens Haplomastodon und mit Stegomastodon verwechselt oder gleichgesetzt. Intensive anatomische Studien seit den 2010er Jahren ließen erkennen, dass Notiomastodon die einzige Rüsseltierform in den Tieflandgebieten Südamerikas repräsentiert, Haplomastodon mit ihr identisch ist und sich Stegomastodon auf Nordamerika beschränkte.

## Merkmale

### Größe
Notiomastodon war ein mittelgroßes bis großes Rüsseltier. Anhand eines vollständigen Skelettes konnte eine Schulterhöhe von etwa 2,5 m und ein Körpergewicht von rund 3,15 t rekonstruiert werden, andere Angaben belaufen sich auf bis zu 4,4 t für das gleiche Individuum. Für ein weiteres Individuum schwanken die Gewichtsberechnungen zwischen 4,1 und 7,6 t. Da die Annahmen auf den Ausmaßen der Gliedmaßenknochen beruhen, diese aber proportional von rezenten Elefanten abweichen, können die Werte nur als Annäherung betrachtet werden. Die Tiere besaßen allgemein in etwa die Ausmaße eines heutigen Asiatischen Elefanten (Elephas maximus).

### Schädel- und Gebissmerkmale
Der Schädel von Notiomastodon war kurz und hoch gestaltet, im Vergleich zu seinem Verwandten Cuvieronius wirkte er schmaler und kürzer. In Seitenansicht wölbte er sich deutlich kuppelartig auf, vergleichbar zu den Schädeln heutiger Elefanten. Jedoch ist bei den rezenten Elefanten der Schädel noch markanter vertikal orientiert und das Rostrum noch weiter gekürzt. Einzelne aufgefundene Schädel besaßen Gesamtlängen von 75 bis 113 cm, die Höhe betrug bei diesen, gemessen von der Oberkante bis zur Ebene der Alveolen 41 bis 76 cm. Die Schädeloberkante war in Vorderansicht durch zwei seitliche Buckel geprägt, zwischen denen entlang der Schädelmitte eine leichte Eindellung lag. Beide Buckel entstanden durch die rüsseltiertypischen luftgefüllten Kammern in den Knochen des Hirnschädels. Sie waren deutlicher als etwa im Vergleich zu Gomphotherium. Die Stirn zeigte sich breit und weitgehend flach. Das Nasenbein war wie bei allen entwickelten Rüsseltieren kurz und lag am oberen Rand der sehr weiten, aber flachen Nasenöffnung, an der der Rüssel ansetzte. Seitlich begrenzte eine Furche das Nasenbein, welche dem Musculus maxillo labialis als Ankerpunkt diente. Der Muskel fungierte als Heberarm für den Rüssel. Die übrigen Ränder der Nasenöffnung wurden durch den Mittelkieferknochen und einzelne Fortsätze von diesem gebildet. Der Mittelkieferknochen formte auch die Alveolen der oberen Stoßzähne aus. Diese waren sehr lang, mitunter bis zu 59 cm, und insgesamt sehr breit. Ihr Durchmesser nahm nach vorn hin zu. Sie divergierten nur geringfügig auseinander, in Seitenansicht bildeten sie eine Linie mit dem Stirnverlauf. Dadurch entstand ein weiter Winkel zwischen der Orientierung der Stoßzahnalveolen und der Ebene der Kaufläche der Backenzähne. An der Oberseite verliefen die Stoßzahnalveolen leicht eingedellt. Insgesamt war der Mittelkieferknochen deutlich massiver als etwa bei Gomphotherium. Aufgrund der Kürzung des Schädels im Schnauzenbereich lag die Orbita bei Notiomastodon oberhalb des vorderen Endes der hinteren Zahnreihe, was auffallend weiter vorn ist als bei den langschnauzigen Gomphotherien wie Gomphotherium oder Rhynchotherium. Der Jochbogen war massig und hoch. Die Oberkante verlief eher gerade, die Unterkante zeigte eine leichte Eindellung, wo der Massetermuskel ansetzte.

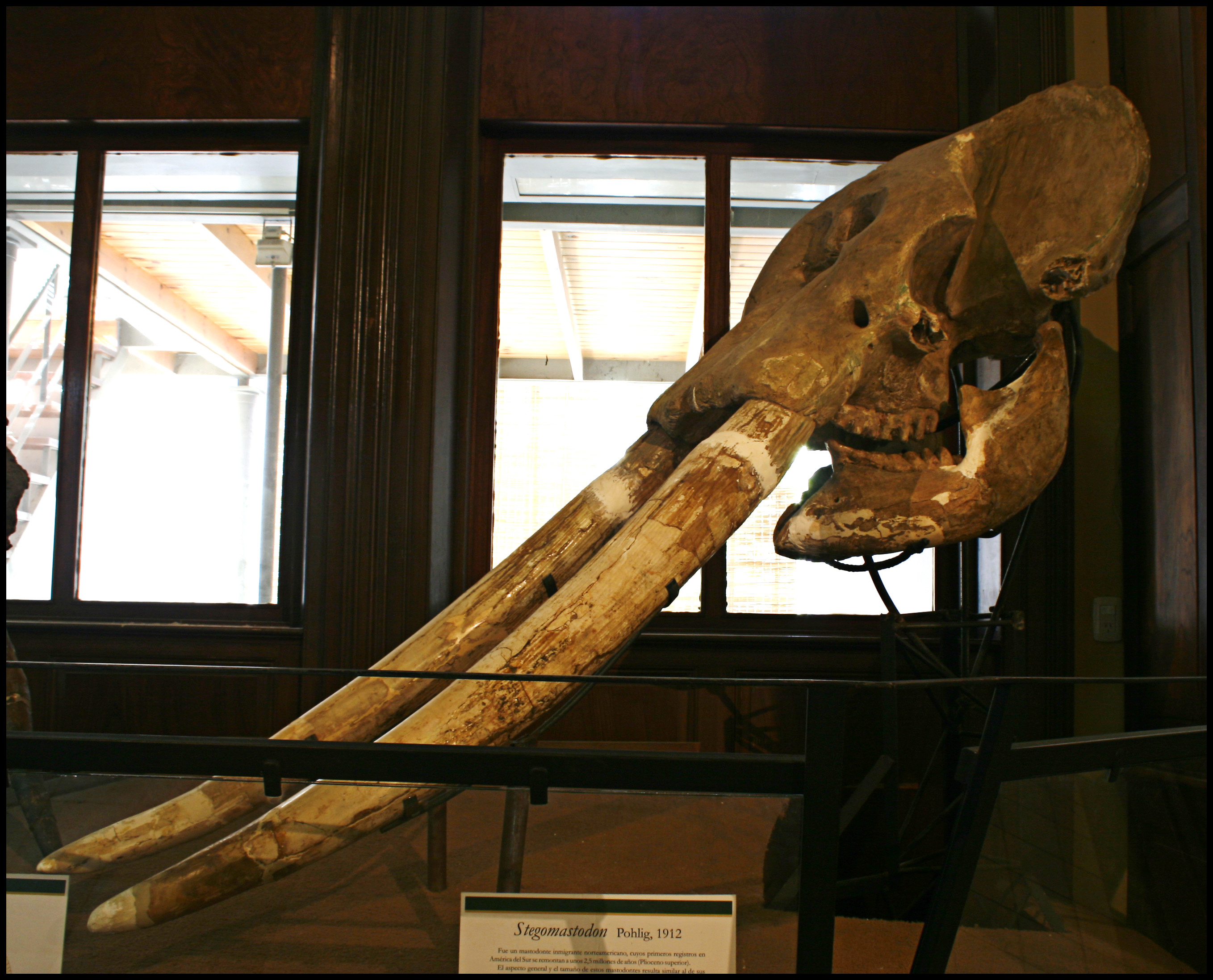
Schädel von Notiomastodon mit eher gerade verlaufenden Stoßzähnen

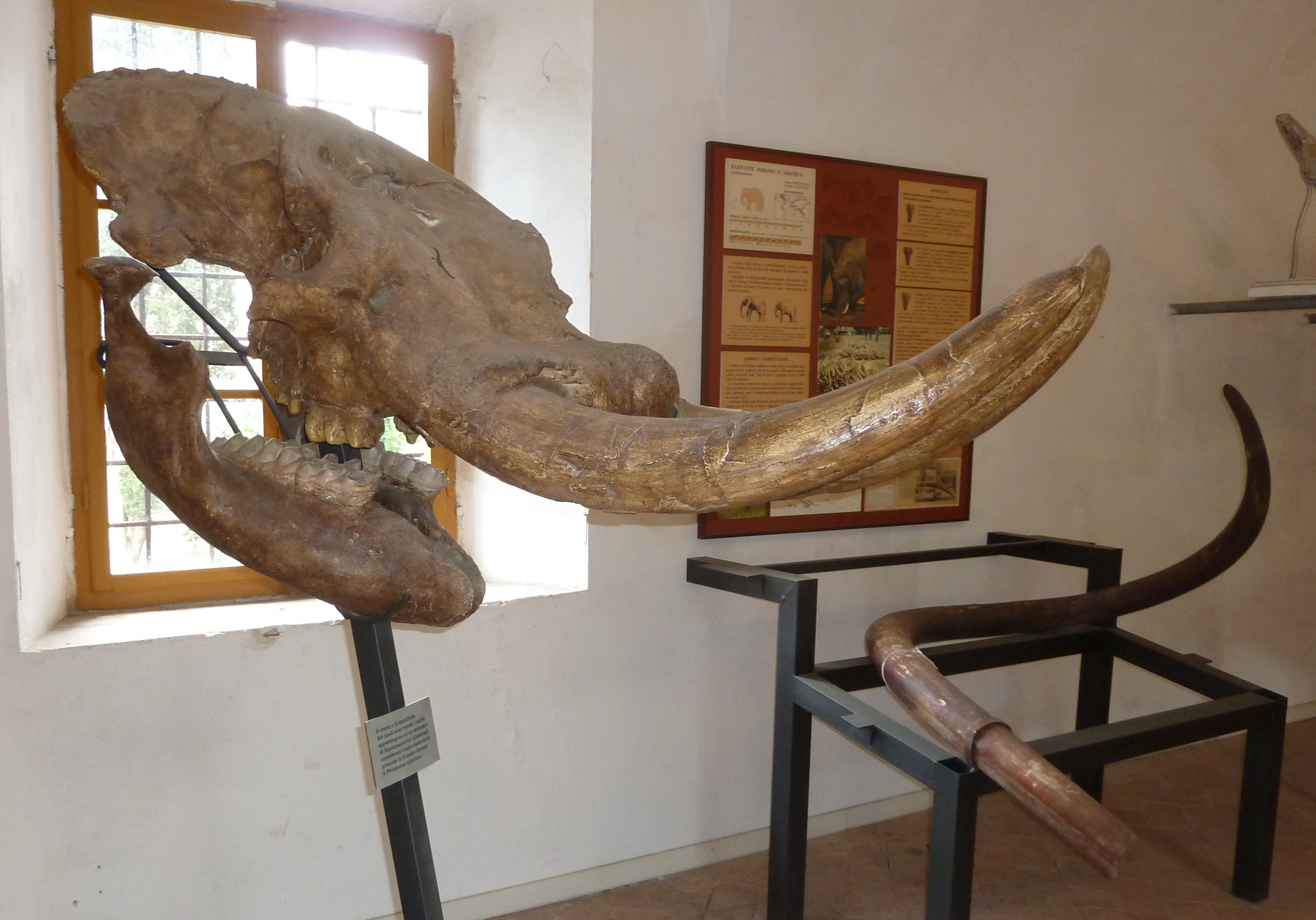
Schädel von Notiomastodon mit deutlich gebogenen Stoßzähnen

Der Unterkiefer wurde bis zu 77 cm lang, im Bereich der Zähne war der Unterkieferkörper deutlich verbreitert und hier an der Unterkante auch merklich ausgewölbt. Seine Höhe unterhalb der Backenzähne betrug bis zu 15 cm. Abweichend davon hatte Stegomastodon eine weitgehend gerade verlaufende Unterkante. Die Symphyse war typisch für südamerikanische Gomphotherien relativ kurz (brevirostrin), bei einigen Individuen verlief sie auffallend nach unten gerichtet und bildete mitunter einen kleinen Fortsatz, wie es auch bei Cuvieronius der Fall ist. Die abwärtsgerichtete Symphyse gilt als eher ursprüngliches Merkmal. Bei Stegomastodon war der Fortsatz dagegen deutlich reduziert. Teilweise bestanden bis zu drei Foramina merntalia. Der aufsteigende Gelenkast war massiv und ragte bis zu 47 cm auf. Die Vorder- und Hinterkante zeigten eine parallele Ausrichtung. Der Kronenfortsatz lag deutlich niedriger als der Gelenkfortsatz, was bei Stegomastodon nicht der Fall war. Die Gelenkenden standen quer zur Unterkieferlängsachse und waren kräftig ausgebildet, die Außenkanten wiesen einen Abstand von bis zu 57 cm zueinander auf. Ebenfalls im Unterschied zu Stegomastodon hob sich der Winkelfortsatz weniger prominent hervor.
Das Gebiss setzte sich aus den Stoßzähnen und den Backenzähnen zusammen. Im Gegensatz zu den urtümlicheren Gomphotherien Eurasiens waren Stoßzähne nur im oberen Gebiss ausgebildet, allerdings bildeten sich am Unterkiefer manchmal kleine Alveolen aus. Die oberen Stoßzähne stellten wie bei allen Rüsseltieren die jeweils hypertrophierten zweiten Schneidezähne dar. Hinsichtlich der Ausprägung der Stoßzähne gab es einzelne Variationen, so dass die Stoßzähne entweder kurz und mit den Spitzen deutlich nach oben gebogen waren oder eher gerade verliefen. Eine Ummantelung aus Zahnschmelz war bei ausgewachsenen Individuen zumeist nicht ausgebildet. Dadurch besteht ein Unterschied zu Cuvieronius, dessen obere Stoßzähne von Schmelzbändern spiralförmig umlaufen waren. Außerdem kamen bei letzterem noch untere Stoßzähne bei Jungtieren vor. Generell zeigten sich die Stoßzähne bei Notiomastodon sehr robust. Ihre Länge betrug bis zu 88 cm außerhalb der Alveolen, bei besonders langen Exemplaren erreichte sie über die äußere Krümmung gemessen bis zu 128 cm. Der Querschnitt war oval und variierte von 11,5 bis 16,4 cm. Für ein Skelettindividuum wird eine Gesamtlänge eines Stoßzahns von 240 cm angegeben, was zu einem Gewicht von schätzungsweise 56 kg führt. Das weitere Gebiss setzte sich bei Notiomastodon wie bei den heutigen Elefanten aus den Prämolaren und Molaren zusammen, die aufgrund des horizontalen Zahnwechsels nacheinander durchbrachen. Die Kauoberfläche setzte sich allgemein aus mehreren Höckerpaaren zusammen, was den Zähnen ein bunodontes Muster gab. Die ersten beiden Molaren wiesen dabei drei quer zur Zahnlängsachse orientierte Paare an Höckern auf (trilophodont). Der obere dritte besaß dagegen vier und der untere bis zu fünf Höckerpaare (tetra- und pentalophodont), wobei diese zusätzlichen Höcker weniger ausgeprägt entwickelt waren. Bei Stegomastodon hingegen kamen oben fünf und unten bis zu acht Leisten vor. Daneben lassen sich bei Notiomastodon im Bezug auf die Molaren zwei Morphotypen ausmachen, einer mit zusätzlichen zentralen Höckerchen auf jeder Längshalbseite eines Zahns und einer ohne diese. Charakteristisch war auch die im abgekauten Zustand kleeblattförmige Struktur der einzelnen Höcker. Insgesamt zeichnete sich der Zahnaufbau von Notiomastodon durch einen eher ursprünglichen Charakter aus, der stärker dem von Cuvieronius glich. Aufgrund der unterschiedlichen Morphotypen näherte er sich aber dem komplexeren Kauflächenmuster von Stegomastodon, was hauptsächlich durch die Ausbildung zusätzlicher Nebenhöckerchen hervorgerufen wurde. Der letzte Mahlzahn konnte bei Notiomastodon zwischen 35 und 82 Höckerchen aufweisen, bei Cuvieronius waren es 33 bis 60 und bei Stegomastodon 57 bis 104. Dementsprechend betrug die Gesamtkaufläche des letzten Molaren bei Notiomastodon 57 bis 160 cm² (12 bis 32 cm² je Leiste) und bei Stegomastodon 72 bis 205 cm² (12 bis 34 cm² je Leiste). Die Zähne waren dadurch typisch für entwickelte Rüsseltiere relativ groß. Der untere letzte Molar maß in der Länge bis zu 21,6 cm, der obere letzte bis zu 19,3 cm.

### Skelettmerkmale
Im postcranialen Skelettbau ähnelte Notiomastodon weitgehend den heutigen Elefanten, war allerdings generell robuster gebaut. Der Oberarmknochen war massiv und 78 bis 87 cm lang. Er lud an den Gelenkenden weit aus, der Gelenkkopf war weit und deutlich gerundet. Einzelne aufgeraute Flächen am Schaft zeigten aber nur wenige prominente Erhebungen. Die Elle war eher grazil, mit einer Gesamtlänge von 75 bis 80 cm aber fast so groß wie der Humerus. Aufgrund des massiven Olecranon, dem oberen Gelenkfortsatz, betrug die physiologische Länge des Knochens aber nur 57 bis 64 cm. Dadurch war die Elle funktional deutlich kürzer als der Oberarmknochen, was kennzeichnend für die südamerikanischen Gomphotherien im Vergleich zu ihren eurasischen Verwandten ist. Die physiologische Länge der Elle entsprach in etwa auch der Gesamtlänge der Speiche. Der Oberschenkelknochen wurde 96 bis 100 cm lang und bestand aus einem nahezu zylindrischen, nur vorn und hinten leicht abgeplatteten Schaft. Der kugelige Kopf erhob sich deutlich über den großen Rollhügel, saß aber im Vergleich zu Cuvieronius auf einem kürzeren Hals. Am unteren Gelenk war die innere Gelenkrolle größer als die äußere. Das bis zu 70 cm lange Schienbein zeichnete sich durch einen prismatischen Schaft und ein gegenüber dem unteren ausladenderen oberen Gelenkende aus. Vorder und Hinterfuß wiesen wie bei den heutigen Elefanten jeweils fünf Strahlen auf. Die Gliedmaßen von Notiomastodon waren wie bei anderen kurzschnauzigen Gomphotherien generell massiger und robuster gebaut als bei den heutigen Elefanten. Ebenfalls markant war die ausgeglichenere Länge zwischen den jeweils oberen und unteren Beinabschnitten bei Notiomastodon im Vergleich sowohl zu den rezenten Elefanten als auch zu Stegomastodon. Bei letzterem übertraf der Oberschenkelknochen das Schienbein um fast das Doppelte an Länge. Ein weiterer wichtiger Unterschied findet sich im Verhältnis der Länge der Vorderbeine zu den Hinterbeinen. Dies beträgt bei Notiomastodon durchschnittlich 82 %, bei Stegomastodon 93 %, wodurch die Hinterbeine bei ersterem deutlich kürzer waren als die Vorderbeine. Sowohl die Relation der oberen und unteren Beinabschnitte wie auch die der Vorder- und Hinterbeine zueinander gibt für Stegomastodon eine deutlich bessere Anpassung an offene Landschaften und langandauernde Wanderungen an (graviportal), als es bei Notiomastodon der Fall ist. Das spiegelt sich auch im Bau der Füße wider, die bei Notiomastodon schlanker und höher waren als bei Stegomastodon.

## Verbreitung
Das Verbreitungsgebiet von Notiomastodon erstreckte sich annähernd über das gesamte nördliche, östliche und südliche Südamerika. Der Rüsseltiervertreter kam vor allem in den Tieflandgebieten vor, in den Hochländern der Anden wurde er von Cuvieronius ersetzt. Möglicherweise vermieden die beiden Rüsseltiervertreter durch ihre strikte Lebensraumabgrenzung direkte Konkurrenz, da sie jeweils ein ähnliches ökologisches Spektrum aufwiesen. Als Lebensräume lassen sich für Notiomastodon vor allem Savannen und trockene Graslandschaften rekonstruieren, die unter warmen bis gemäßigten Klimabedingungen bestanden. Dadurch fand sich die Verbreitungsgrenze etwa beim 37. bis 38. südlichen Breitengrad. Wichtige Fossilfundnachweise liegen aus der Pamparegion und dem Gran Chaco von Argentinien vor. Zu nennen wären hier etwa Santa Clara del Mar in der Provinz Buenos Aires und der Río Dulce in der Provinz Santiago del Estero. Ebenso sind Reste aus dem südlichen Bolivien belegt, das landschaftlich noch zum Gran Chaco gehört. Ansonsten wurden aus dem Staat überwiegend Funde von Cuvieronius berichtet. Zu den südlichen Nachweisen der Rüsseltiergattung zählen auch einzelne Reste aus dem zentralen Chile.
Weitere Funde sind aus Brasilien bekannt, wo Notiomastodon weit verbreitet von den südlichen Offenlandgebieten des Chaco bis in das heutige Amazonasbecken auftrat, darüber hinaus sind Fossilreste vom Kontinentalschelf vor der Atlantikküste geborgen worden. Eine der bedeutendsten Fundstellen stellt allerdings Águas de Araxá im brasilianischen Bundesstaat Minas Gerais dar. Hier wurden wenigstens 47 Individuen von Notiomastodon entdeckt. Diese lagerten in einem mit grobkörnigen Sedimenten gefüllten Kolk. Ebenso wurde die Gattung aus Peru, Ecuador, Kolumbien und Venezuela berichtet. In Ecuador ist die Fundstelle Quebrada Pistud bei Bolívar in der Provinz Carchi erwähnenswert. Diese enthielt in flutartig angeschwemmten Ablagerungen rund 160 Fossilreste von Notiomastodon verteilt auf mehrere Dutzend Quadratmeter. Sie repräsentieren wenigstens sieben Individuen, ein einzelnes Skelett bestehend aus 68 Knochenelementen streute dabei über rund 5 m². Eine andere wichtige Fundstelle ist hier die natürliche Asphaltgrube von Tanque Loma auf der Halbinsel Santa Elena, welche über 1000 Einzelknochen barg. Gut 660 wurden davon näher untersucht, zu Notiomastodon können etwa 11 % gestellt werden. Sie verteilen sich auf drei Individuen, darunter zwei Jungtiere.

## Paläobiologie

### Ernährungsweise
Das bunodonte Kauflächenmuster der Gomphotherien steht meist mit einer wenig spezialisierten Ernährungsweise in Verbindung, was eine Bevorzugung von gemischter Pflanzenkost annehmen lässt. Dies unterstreichen auch Untersuchungen zu Abnutzungsspuren auf den Molaren von Notiomastodon aus der oberpleistozänen Fundstelle von Águas de Araxá im brasilianischen Bundesstaat Minas Gerais. Die Zähne weisen eine hohe Anzahl an Kratzern und Einkerbungen auf, was mit ähnlichen Abrasionsspuren an Zähnen heutiger Huftiere mit einer Ernährung von sowohl weicher als auch harter Pflanzenkost übereinstimmt. Durch einige Pflanzenreste aus den Zähnen konnten Nadelbäume, Knöterichgewächse und Tüpfelfarngewächse als Nahrungsgrundlage identifiziert werden. Dem gegenüber zeichnen Isotopenanalysen an zahlreichen Fossilien aus weiten Bereichen Südamerikas ein komplexeres Bild. Diese ergaben für Tiere des Oberpleistozäns aus den nördlichen und zentraleren Teilen Südamerikas wie Ecuador oder dem Gran Chaco weitgehend eine Dominanz von C4-Pflanzen im Nahrungsspektrum, während sich solche aus den südlicheren Abschnitten wie der Pamparegion überwiegend von C3-Pflanzen ernährten. In den Gebieten dazwischen kann anhand der Isotopenverhältnisse wiederum eine gemischte Pflanzenkost rekonstruiert werden. Dies trifft auch für Individuen aus dem Mittleren Pleistozän des südlichen Südamerikas zu, wie sich dies bei Fossilfunden einer Fundstelle, Quequen Grande in der argentinischen Provinz Buenos Aires, besonders herausstellen ließ. Isotopenuntersuchungen an Funden der gleichen Fundstelle, allerdings aus dem Oberen Pleistozän, verweisen dem gegenüber auf eine spezialisierte Grasnahrung.
Ein gradueller Wechsel der Nahrungszusammensetzung konnte auch bei einzelnen Exemplaren dokumentiert werden, so an einem Unterkiefer eines nicht ganz ausgewachsenen Tieres aus der brasilianischen Pampa. Isotopenanalysen an den ersten beiden Mahlzähnen zeigten einen geringeren Anteil an C4-Pflanzen im Nahrungsspektrum auf, während solche am dritten Molar einen höheren Gehalt ergaben. Im heutigen zentralen Chile hingegen bestand die Hauptnahrung von Notiomastodon nach ähnlichen Untersuchungen aus Xerophyten der damals wie heute vergleichsweise trockenen Landschaften. Möglicherweise war Notiomastodon dadurch ein opportunistischer Pflanzenfresser, der seine Nahrungsgewohnheiten nicht nur im Rahmen einer Population, sondern auch individuell den örtlichen Bedingungen anpasste, ähnlich wie es für die heutigen Elefanten belegt ist. Vor allem im Verlauf des Oberen Pleistozäns, als durch die klimatischen Änderungen der letzten Kaltzeit im südlichen Teil Südamerikas die Baumbestände schwanden und durch Graslandschaften ersetzt wurden, war dies eine wichtige Anpassungserscheinung.
Darüber hinaus erbrachten Zahnanalysen an 96 Exemplaren aus dem zentralen Teil Chiles Hinweise auf einen gewissen Anteil an Samen und Früchten im Nahrungsspektrum. Anhand von in Zahnstein eingeschlossenen Stärken, Sklereiden und Raphiden ließen sich Süßgräsern und Palmengewächse identifizieren. Es wird daher vermutet, dass Notiomastodon ähnlich den heutigen Elefanten durch den Verzehr von Samen und Früchten und anschließende Ausscheidung verbunden mit saisonalen Wanderungen zur Verbreitung bestimmter Pflanzenarten beitrug und die Tiere somit einen wichtigen ökologischen Faktor darstellten.

### Populationsstruktur und Fortpflanzung
Die Fundstelle Águas de Araxá ist insofern bedeutend, da sie eine der größten Fundansammlungen von Notiomastodon-Fossilien barg. Sie werden als Überreste einer lokalen Population interpretiert, die durch ein katastrophales Ereignis ausgelöscht wurde. Die Gruppe bestand nach Untersuchungen der Zähne zu 14,9 % aus Jungtieren (0 bis 12 Jahre), zu 23,0 % aus nahezu ausgewachsenen Individuen (13 bis 24 Jahre) und zu 62,1 % aus ausgewachsenen Tieren (25 Jahre und älter). Dabei lassen sich letztere noch einmal untergliedern in 27,7 % mittelalte (25 bis 36 Jahre) und jeweils 17,2 % alte (37 bis 48 Jahre) und extrem alte (49 bis 60 Jahre) Tiere. Bemerkenswert hieran ist der große Anteil an Individuen mit einem Alter von 37 Jahren und mehr, was eine hohe Überlebensrate innerhalb dieser Gruppe annehmen lässt. Ein Teil der ausgewachsenen Tiere litt unter pathologischen Knochenveränderungen wie Schmorl-Knorpelknötchen, Osteomyelitis und Osteoarthritis. Diese zeigten sich unter anderem an den Wirbeln sowie Langknochen und gehen möglicherweise auf individuelle Erkrankungen zurück. Zumindest Osteomyelitis wurde auch bei Funden von Notiomastodon anderer Fundstellen diagnostiziert. Die Reste von Águas de Araxá müssen nach ihrer Ablagerung eine längere Zeit offen gelegen haben. Den Schluss erlauben nicht nur Bohrlöcher von Speckkäfern in den Knochen, sondern auch Beißspuren größerer Vertreter der Hunde wie etwa von Protocyon. Die Nagespuren sind dabei wohl das Resultat von Aasfresserei eventuell in Folge einer Periode von Nahrungsknappheit. Aufgrund seiner Größe hatte Notiomastodon wohl kaum natürliche Feinde. Fraßspuren eines größeren Raubtieres wurden auch an einem Skelett der Fundstelle Pilauco im südlichen Chile festgestellt.
Bei einem Stoßzahn eines männlichen Tieres aus dem Talkessel von Santiago de Chile wurden mittels Isotopenanalysen und Dünnschliffen die letzten vier Lebensjahre analysiert. Der Stoßzahn nahm während dieser Zeit jährlich um rund 10 mm an Dicke zu. Die Zuwachsrate erwies sich dabei als zyklisch und wurde im Frühsommer des Jahres durch ein vermindertes Zahnbeinwachstum unterbrochen. Die Zeitspanne des verminderten Wachstums wird mit dem Eintreten in die Musth interpretiert, eine bei heutigen Elefanten jährlich auftretende hormongesteuerte Phase, die durch einen massiven Anstieg des Testosterons gekennzeichnet ist. Während der Musth sind Bullen äußerst aggressiv und bestreiten Dominanzkämpfe um das Paarungsvorrecht mit teils tödlichem Ausgang. Ein äußerliches Kennzeichen stellt der erhöhte Sekretfluss aus der Temporaldrüse dar. Bei dem Tier aus Santiago de Chile gingen die Wachstumsanomalien teilweise mit einer veränderten Ernährung einher. Der Tod des Individuums erfolgte im frühen Herbst relativ abrupt.

### Fortbewegung
Vergleichsweise selten sind bisher Spurenfossilien von Rüsseltieren in Südamerika belegt. Eine der bedeutendsten Fundstellen findet sich mit Pehuén-Có nahe Bahía Blanca in der argentinischen Provinz Buenos Aires. Die Fundstelle wurde 1986 entdeckt und erstreckt sich über eine Fläche von 1,5 km². Die unzähligen Spuren sind in einem ursprünglich weichen Substrat eingedrückt. Es lassen sich die verschiedensten Säugetiere nachweisen, wie etwa das kamelartige Megalamaichnum (Hemiauchenia), das Südamerikanische Huftier Eumacrauchenichnus (Macrauchenia), der große Gürteltierverwandte Glyptodontichnus (Glyptodon) oder das riesige Bodenfaultier Neomegatherichnum (Megatherium), darüber hinaus sind Vögel wie Aramayoichnus aus der Gruppe der Nandus nachgewiesen. Aufgrund der Vielfältigkeit der Spuren gehört Pehuén-Có zu den weltweit bedeutendsten Fundstellen mit Ichnofossilien. Das Alter wird auf 12.000 Jahre vor heute datiert. Rüsseltierspuren sind auch hier rar. Die Hauptspur umfasst sieben Trittsiegel auf einer Länge von 4,4 m. Die einzelnen Abdrücke weisen eine ovale Form auf mit Längen um 23 bis 27 cm und Breiten um 23 bis 30 cm. In der Regel sind sie etwa 8 cm in den Untergrund eingetieft. Teilweise finden sich an der Vorderkante kleinere Ausbuchtungen, die als Hinweise auf drei bis fünf Zehen gedeutet werden, vergleichbar den „nagelartigen“ Strukturen der heutigen Elefanten. Die größeren, als Vorderfußabdrücke angesehenen weisen demnach fünf, die der kleineren in Einzelfällen nur drei derartige Ausbuchtungen auf. Ebenso verweist die flächige Ausformung der Trittsiegel auf die polsterartige Sohle der heutigen Elefanten. Die Trittsiegel von Pehuén-Có werden der Spurengattung Proboscipeda zugeordnet, als deren Synonym fungiert Stegomastodonichnum. Die Größe der Fußspuren lässt auf ein Rüsseltier von den Ausmaßen des Asiatischen Elefanten schließen, was in etwa mit Notiomastodon übereinstimmt.

### Parasiten und Pathologien
An rund 30 % aller untersuchten Backenzähne von Notiomastodon verschiedener Fundstellen in Brasilien konnte Zahnstein dokumentiert werden. Ähnliche Ergebnisse erbrachten Analysen von Zähnen aus Argentinien und Ecuador. Hervorgerufen werden diese Auflagen durch Bakterien in der Mundhöhle. Zahnstein tritt auch bei heutigen Elefanten auf, es zeigt sich aber, dass diese teils parasitären Beziehungen zumindest schon bei den Gomphotherien auftraten. Innerhalb der Rüsseltiere ist es der derzeit älteste Beleg, zudem lässt er vermuten, dass eine gewisse Anfälligkeit vorhanden war. Des Weiteren weisen verschiedene Wirbel von Notiomastodon pathologische Veränderungen in Form von Asymmetrien, Deformationen oder Durchlöcherungen auf. Sie werden unter anderem auf Arthrose zurückgeführt, verursacht etwa durch Defizite im Nähr- und Mineralstoffhaushalt. Engpässe in einer ausreichenden Versorgung mit Nahrung könnten Überlegungen zufolge vor allem im Ausklang der letzten Kaltzeit mit rasch wechselnden Klima- und Umweltverhältnissen bestanden haben. Andere Krankheitsbilder betreffen etwa Osteomyelitis im Unterkiefer, hervorgerufen durch bakterielle Entzündungen in den Zahnfächern, was nachfolgend zu Einschränkungen in der Nahrungsaufnahme führte und auch bei heutigen Elefanten vergleichsweise häufig diagnostiziert wird.

## Systematik
Notiomastodon ist eine Gattung aus der ausgestorbenen Familie der Gomphotheriidae innerhalb der Ordnung der Rüsseltiere (Proboscidea). Als relativ erfolgreiche und langlebige Ordnungsgruppe sind die Rüsseltiere bereits im ausgehenden Paläozän fassbar. Ihr Ursprung liegt in Afrika, sie erreichten im Verlauf ihrer Stammesgeschichte eine große Vielfalt und weite Verbreitung sowohl in der Alten als auch in der Neuen Welt. Es lassen sich dabei mehreren Radiationsphasen unterscheiden. Die Gomphotherien gehören in die zweite Phase, die im Unteren Miozän einsetzte. Generelles Kennzeichen aller (echten) Gomphotherien ist die Ausbildung von drei quergestellten Leisten auf dem ersten und zweiten Molar (trilophodonte Gomphotherien; modernere Formen mit vier Leisten werden mitunter als tetralophodonte Gomphotherien bezeichnet, stehen aber nicht mehr innerhalb dieser Familie). Wie die heutigen Elefanten verfügten die Gomphotherien über einen horizontalen Zahnwechsel und gehören dadurch zur gegenüber ihren Vorfahren moderneren Gruppe der Elephantimorpha. Beim horizontalen Zahnwechsel werden im Gegensatz zu dem für die meisten Säugetiere üblichen vertikalen Zahnwechsel, bei dem alle Zähne des Dauergebisses gleichzeitig zur Verfügung stehen, die einzelnen Backenzähne nacheinander hervorgeschoben. Er entstand durch die Kürzung des Unterkiefers im Verlauf der Evolution der Rüsseltiere und ist erstmals bei Eritreum im ausgehenden Oligozän vor rund 28 Millionen nachweisbar. Im Unterschied zu den heutigen Elefanten besaßen die Gomphotherien aber noch einige urtümliche und abweichende Merkmale. Dazu zählen etwa ein prinzipiell flacherer Schädel, die Ausbildung von Stoßzähnen sowohl in der oberen als auch in der unteren Zahnreihe sowie Backenzähne mit einer geringeren Anzahl an Leisten und einem höckerigen Kauflächenmuster. Aus diesem Grund werden die Gomphotherien häufig auch in eine eigene Überfamilie, die Gomphotherioidea gestellt, die den Elephantoidea mit ihren heutigen Vertretern gegenübersteht. Manchmal gelten sie aber auch als Mitglieder der Elephantoidea. Insgesamt bilden die Gomphotherien eine der erfolgreichsten Gruppen der Rüsseltiere, die über den langen Zeitraum ihres Bestandes zahlreiche Veränderungen durchliefen. Diese schließen eine substanzielle allgemeine Größenzunahme, speziell auch der Stoß- und Mahlzähne, sowie eine zunehmende Komplexität der Backenzähne ein.
Die Gomphotherien sind erstmals im ausgehenden Oligozän in Afrika belegt und gehören zu den ersten Vertretern, die den Kontinent nach der Schließung der Tethys und der Entstehung der Landbrücke nach Eurasien im Übergang zum Miozän verließen. Dabei erreichte unter anderem Gomphotherium im Verlauf des Miozän vor rund 16 Millionen Jahren über die Beringstraße kommend auch Nordamerika, in Mittelamerika sind die Gomphotherien erstmals im ausgehenden Miozän vor rund 7 Millionen Jahren nachweisbar. Südamerika betraten sie im Zuge des Großen Amerikanischen Faunenaustauschs vor rund 3,5 bis 2,5 Millionen Jahren. Die südamerikanischen Gomphotherien unterscheiden sich von ihren Verwandten in Eurasien und Nordamerika durch ihr vergleichsweise kurzes Rostrum (brevirostrine Gomphotherien) und den höher aufgewölbten Schädel. Darüber hinaus waren nur im oberen Gebiss Stoßzähne ausgebildet. Die zwei aus Südamerika bekannten Gattungen (Notiomastodon und Cuvieronius) bilden zusammen mit ihrem nordamerikanischen Verwandten (Stegomastodon) eine monophyletische Gruppe, die die Unterfamilie der Cuvieroniinae repräsentiert, teilweise werden die genannten Formen auch gemeinsam mit Rhynchotherium in eine größere Gruppe namens Rhynchotheriinae eingebettet. Einige Forscher teilen die Meinung, dass Cuvieronius ein direkter Nachfolger von Rhynchotherium ist, was sich in den hochspezialisierten oberen Stoßzähnen ausdrückt, welche von einem Zahnschmelzband spiralig umschlossen sind. Notiomastodon würde dann wiederum direkt von Cuvieronius abstammen. Unterstützung fand diese Ansicht durch die Erkenntnis, dass Jungtiere von Cuvieronius im Gegensatz zu ausgewachsenen Individuen noch über untere Stoßzähne verfügen, während bei Rhynchotherium die Unterkieferstoßzähne in allen Lebensstadien vorkommen. Unberücksichtigt dieser jüngeren Entwicklung sind die Verwandtschaftsverhältnisse innerhalb der kurzschnauzigen Gomphotherien weitgehend ungeklärt. Problematisch ist hier vor allem Sinomastodon, eine Form aus Ostasien mit ähnlichen Skelettmerkmalen wie die südamerikanischen Gomphotherien. In mehreren phylogenetischen Untersuchungen bildet Sinomastodon eine Einheit mit Stegomastodon, Cuvieronius und Notiomastodon, wobei seine Präsenz in Ostasien durch Rückwanderung aus den amerikanischen Verbreitungsgebieten interpretiert wird. Aufgrund der geographischen Isolierung von den amerikanischen Gattungen stellen chinesische Wissenschaftler die Form in die eigene Unterfamilie der Sinomastodontinae. Manche Autoren sehen aufgrund fehlender Zwischenformen die Ähnlichkeiten zwischen Sinomastodon und den südamerikanischen Gomphotherien nur als konvergente Bildung an.
Die angenommenen Verwandtschaftsverhältnisse bei den ausgestorbenen Rüsseltieren basieren wie bei vielen nur fossil überlieferten Säugetiergruppen auf skelettanatomischen Merkmalen. Erst seit den 2000er Jahren spielen zunehmend auch molekulargenetische und biochemische Analyseverfahren eine größere Rolle. Bei den Rüsseltieren wurden neben dem Wollhaarmammut (Mammuthus primigenius), dem Präriemammut (Mammuthus columbi) und dem Europäischen Waldelefanten (Palaeoloxodon antiquus) aus der Familie der Elefanten auch das Amerikanische Mastodon (Mammut americanum) aus der Familie der Mammutidae bisher sequenziert. Notiomastodon ist der momentan einzige Vertreter der Gomphotherien, von dem biochemische sowie genetische Daten im Vergleich vorliegen. Im Gegensatz zu dem anatomisch vermuteten näheren Verwandtschaftsverhältnis zu den Elefanten ergab sich laut einer Kollagen-Studie aus dem Jahr 2019 jedoch eine engere Bindung zu den Mammutiden. Genetische Analysen aus dem Jahr 2021 stimmen demgegenüber wieder stärker mit den anatomischen Befunden überein. Neben der abweichenden phylogenetischen Position ist dabei gegenwärtig unklar, ob die Ergebnisse auf die gesamte Gruppe der Gomphotherien übertragen werden können.
Innerhalb der Gattung ist eine Art anerkannt:
- N. platensis (Ameghino, 1888)

Im Laufe der Forschungsgeschichte wurden mehrere andere Formen beschrieben, die teilweise mit Notiomastodon (N. ornatus), teilweise auch mit Haplomastodon (H. waringi, H. chimborazi) in Verbindung stehen, heute aber als synonym zu N. platensis aufgefasst werden.

## Stammesgeschichte

### Ursprünge
Das Erscheinen der Gomphotherien in Südamerika ist mit dem Großen Amerikanischen Faunenaustausch verbunden. Dieser setzte im Pliozän vor rund 3,5 Millionen Jahren ein, als sich der Isthmus von Panama schloss und so eine feste Landverbindung zwischen Nord- und Südamerika entstand. Der Faunenaustausch wirkte in beide Richtungen, so dass etwa riesige Faultiere und Glyptodonten oder Südamerikanische Huftiere nach Norden gelangten, während Raubtiere und Paarhufer, aber eben auch Rüsseltiere sich mit der bis dahin endemischen Fauna Südamerikas durchmischten. Der älteste Nachweis von Rüsseltieren aus Südamerika liegt aus dem mittleren Abschnitt der Uquía-Formation im nordwestlichen Argentinien vor. Er datiert auf ein Alter von rund 2,5 Millionen Jahren. Die Funde dort, fragmentierte Wirbelreste, sind aber momentan keiner bestimmten Gattung zuweisbar. Wann es zur Herausdifferenzierung von Notiomastodon kam, ist bisher unbekannt. In Mittelamerika sind keine eindeutigen Funde der Gattung belegt. Hier trat Cuvieronius erstmals vor rund 7 Millionen Jahren in Erscheinung. Häufig wird angenommen, dass die Gomphotherien in zwei unabhängigen Besiedlungswellen Südamerika erschlossen. Cuvieronius nutzte dabei einen westlichen Korridor über die Anden, Notiomastodon hingegen einen östlichen entlang der Atlantikküste und den Tiefländern. Es ist allerdings möglich, dass die Besiedlung Südamerikas deutlich komplexer verlief, da Cuvieronius in Mittelamerika keine strikte Bindung an Hochlagen zeigt, sondern hier auch in Tiefländern nachweisbar ist. Als ältester Beleg von Notiomastodon in Südamerika gilt momentan ein Unterkieferfragment vom Río Segundo in der argentinischen Provinz Córdoba, das mittels der ESR-Methode auf ein Alter von rund 560.000 Jahren datiert wurde und somit dem Mittleren Pleistozän angehört. Wiederum einzelne Zähne vom Kontinentalschelf vor der Küste des brasilianischen Bundesstaates Rio Grande do Sul datieren radiometrisch in die Zeit vor rund 464.000 Jahren. Der weitaus größte Teil der Funde von Notiomastodon gehört dem ausgehenden Mittleren und dem Oberen Pleistozän an. Die zentralchilenischen Verbreitungsgebiete erreichte Notiomastodon möglicherweise relativ spät, entweder über eine Route aus der Pamparegion im Osten über niedrig gelegene Talabschnitte der Anden oder vom Tiefland des Amazonas weiter im Norden kommend. Möglicherweise erfolgte dies während wärmerer Phasen der letzten Kaltzeit, als der Eisschild Patagoniens weniger stark ausgedehnt war. Im nördlichen Südamerika könnte als ein möglicher Migrationskorridor durch die Anden das breite Tal des Río Cauca in Kolumbien gedient haben, wie einige Fossilfunde dort zeigen. Die Fundstellen liegen in Höhen von 900 bis 1400 m über dem Meeresspiegel und machen eine Passage in zumindest klimatisch begünstigten Phasen wahrscheinlich.

### Aussterben

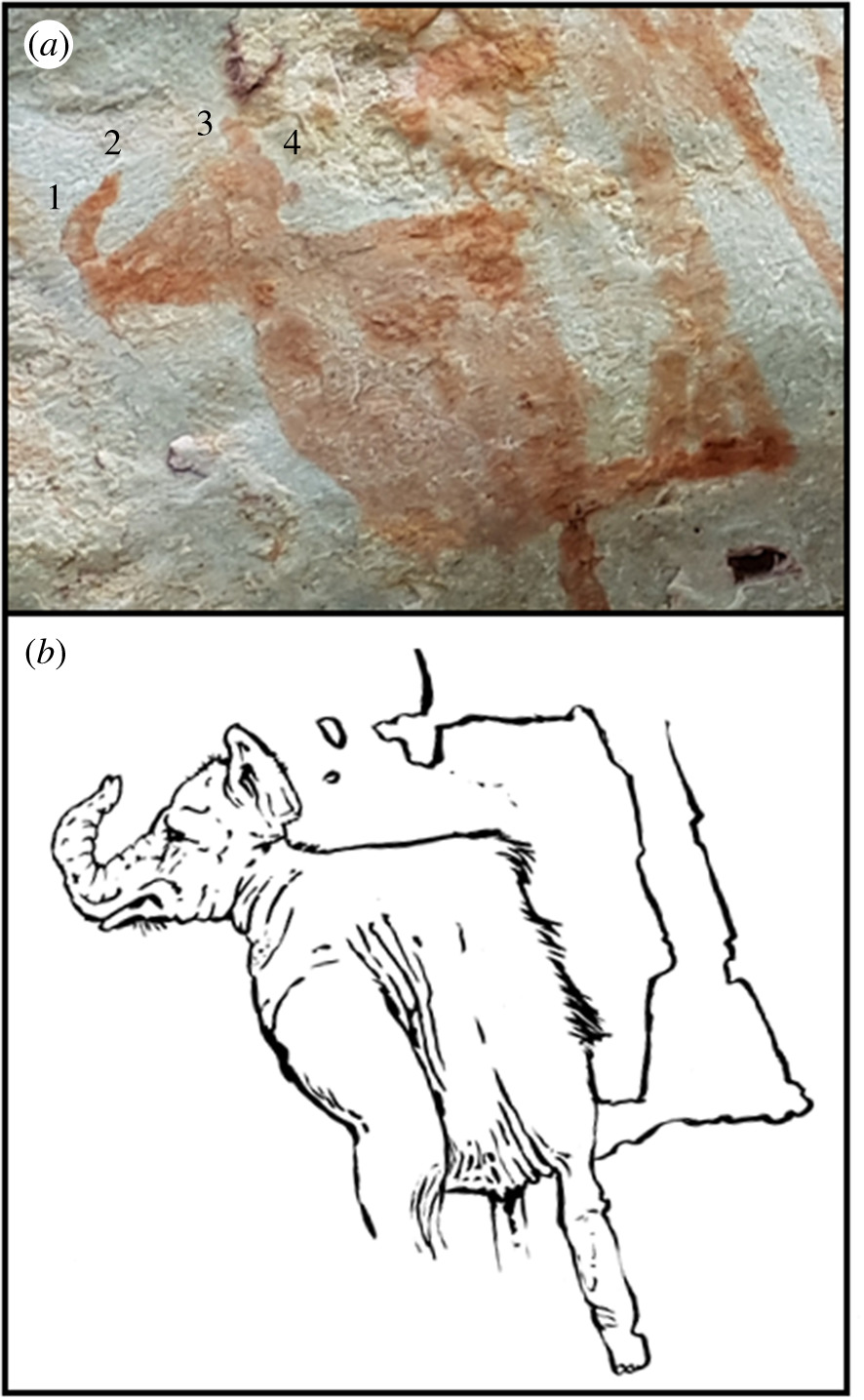
Mögliche Darstellung von Notiomastodon aus Serranía La Lindosa

In der Spätphase der stammesgeschichtlichen Entwicklung trat Notiomastodon gemeinsam mit den ersten menschlichen Jäger-und-Sammler-Gruppen in Südamerika auf. Hinweise dafür finden sich unter anderem in einigen Felszeichnungen, die elefantenartige Tiere darstellen. Große Bedeutung hat hierbei Serranía La Lindosa, ein rund 20 km² großes felsiges Gebiet im zentralen Kolumbien. Die in rot gehaltenen Malereien, deren Alter bei rund 12.600 bis 11.800 Jahre vor heute liegt, zeigen verschiedene Vertreter der ehemaligen Großtierfauna Südamerikas, darunter riesige Faultiere, Südamerikanische Huftiere, Pferde und Kamele. Eine Darstellung scheint ein Tier mit aufragendem Rüssel, aufgestellten Ohren und einem relativ flach aufgewölbten Kopf zu repräsentieren. Hierbei könnte es sich durchaus um eine Wiedergabe von Notiomastodon handeln, das nach heutiger Auffassung damals das einzige Rüsseltier in den Tiefländern Südamerikas war.
Ähnlich wie andere Großsäugetiere verschwand die Rüsseltierform dann im Zuge der quartären Aussterbewelle, deren genauen Ursachen Gegenstand eines unabgeschlossenen, teilweise kontrovers geführten, wissenschaftlichen Diskurses sind. Ob die Paläoindianer durch aktive Jagd eine maßgebliche Rolle für das Aussterben von Notiomastodon spielten, ist bisher unklar. In einzelnen Regionen wie etwa der Pampa war Notiomastodon schon vor dem ersten Auftreten des Menschen weitgehend verschwunden. Insgesamt gibt es weit weniger als ein Dutzend Fundstellen in Südamerika, an denen die Rüsseltiergattung mit menschlichen Hinterlassenschaften vergesellschaftet vorkommt. Diese verteilen sich auf das nördliche und südwestliche Südamerika, in der gesamten Pamparegion ist momentan kein einziger Fundplatz mit einem gemeinsamen Auftreten von Rüsseltier und Mensch bekannt. Tatsächliche Belege für eine aktive Jagd liegen dadurch nur wenige vor. Zu den bedeutendsten gehören die Funde aus Taima taima in der Küstenzone des nordzentralen Venezuelas. Hier wurde in einem Skelett von Notiomastodon eine Projektilspitze vom Typ El Jobo gefunden, zusätzlich barg der Fundplatz noch Reste des großen Bodenfaultiers Glossotherium. Das Alter der Funde datiert um etwa 13.000 Jahre vor heute. Teilweise werden auch die mit 11.900 Jahren vor heute etwas jüngeren Funde von Monte Verde im zentralen Chile mit menschlicher Jagd in Verbindung gebracht. Die Stücke hier sind aber teils stark fragmentiert und beschränken sich häufig auf Zähne und Stoßzahnteile sowie einzelne Skelettelemente, so dass manche Autoren annehmen, dass die Rüsseltierreste von anderweitig gelegenen Kadavern abstammen und eingetragen wurden. Für eine aktive Bejagung hingegen könnte ein Schädel eines Kalbes aus dem Höhlenkomplex von Lagoa Santa im brasilianischen Bundesstaat Minas Gerais sprechen. In den Schädel eingebettet war ein 12,9 cm zugespitzter Stab aus organischem Material, der als Projektilspitze oder Perforator gedeutet wird. Der Fund ist nicht genau datiert, gehört aber wahrscheinlich in den Übergang vom Pleistozän zum Holozän. Die bisher jüngsten gemessenen Daten für Notiomastodon besitzen Alterswerte von 11.740 bis 11.100 Jahre vor heute und wurden aus Quereo im zentralen Chile, aus Itaituba am Rio Tapajós im zentralen Brasilien und aus Tibitó in Kolumbien gewonnen, an letzterer sind die Rüsseltierreste mit rund drei Dutzend Steingeräten assoziiert. Noch jünger könnte ein Schädel aus Taguatagua wiederum in Chile sein, dessen Alter mit 10.300 Jahre vor heute beziffert wird. Andererseits mahnen verschiedene Wissenschaftler für einzelne Fundstellen mit Funddaten im Unteren Holozän wie bei Quebrada Ñuagapua in Bolivien eine Überprüfung an.

## Forschungsgeschichte

### Frühe Rüsseltierforschung in Südamerika
Traditionell wurden in Südamerika mehrere Vertreter der spätpleistozänen Gomphotherien unterschieden. Zu diesen gehört einerseits die Hochlandform Cuvieronius aus den Anden, dessen Stellung unangezweifelt ist, andererseits schließen sie auch verschiedene Flachlandvertreter wie Haplomastodon und Notiomastodon ein. Hinzu kommt Stegomastodon, das eigentlich eine nordamerikanische Verbreitung besaß. Die Beziehungen der drei letztgenannten Gattungen zueinander sowie ihre jeweilige Eigenständigkeit oder Synonymität wird bis heute kontrovers diskutiert. Die Erforschung der südamerikanischen Rüsseltiere begann mit den Expeditionen Alexander von Humboldts im Übergang vom 18. zum 19. Jahrhunderts. Aus dessen Fundsammlung veröffentlichte Georges Cuvier im Jahr 1806 zwei Zähne, von denen einer aus der Umgebung des Vulkans Imbabura bei Quito in Ecuador, der andere aus Concepción in Chile stammte. Cuvier legte zwar keine heute gültigen Artnamen fest, verwies ersteren Zahn aber zu „Mastodonte des cordilléres“ und letzteren zu „Mastodonte humboldien“. Gotthelf Fischer von Waldheim prägte dann im Jahr 1814 die ersten wissenschaftlichen Artnamen südamerikanischer Rüsseltiere, indem er Cuviers „Mastodonte des cordilléres“ in Mastotherium hyodon und „Mastodonte humboldien“ in Mastotherium humboldtii umbenannte. Cuvier selbst verwies 1824 beide Arten in die heute nicht mehr anerkannte Gattung „Mastodon“, schuf aber mit „Mastodon“ andium eine neue Artbezeichnung für die ecuadorianischen Funde (die chilenischen Funde stellte er zu „Mastodon“ humboldtii). Aus heutiger Sicht besitzen beide Zähne keine spezifisch diagnostischen Merkmale, die sie einer bestimmten Art zuordnen lassen. In der Folgezeit stiegen die Fossilfunde sukzessive an, was Florentino Ameghino im Jahr 1889 veranlasste, in einem umfangreichen Werk zu den ausgestorbenen Säugetieren Argentiniens einen ersten Überblick über die Rüsseltiere zu geben. Hierin führte er mehrere Arten auf, die er alle analog zu Cuvier zu „Mastodon“ ordnete. Neben den bereits von Cuvier und Fischer kreierten Arten erwähnte Ameghino auch einige neue, darunter „Mastodon“ platensis, welche er bereits ein Jahr zuvor etabliert hatte und dessen Beschreibung auf einem Stoßzahnfragment aus San Nicolás de los Arroyos in der argentinischen Provinz Buenos Aires beruhte (Exemplarnummer MLP 8-63). Henry Fairfield Osborn nutzte 1923 „Mastodon“ humboldtii um die Gattung Cuvieronius wissenschaftlich einzuführen (sein 1926 geprägter Gattungsname Cordillerion unter Berufung auf „Mastodon“ andium gilt heute als identisch mit Cuvieronius). Vierzig Jahre nach Ameghino revidierte Ángel Cabrera die südamerikanischen Rüsseltierfunde. Dabei benannte er die Gattung Notiomastodon und wies ihr die neue Art Notiomastodon ornatus zu, die er auf einem Unterkiefer und wiederum auf einem Stoßzahnfragment aus Playa del Barco bei Monte Hermosa ebenfalls in der Provinz Buenos Aires begründete (Exemplarnummer MACN 2157). Ameghinos „Mastodon“ platensis hingegen ordnete er Stegomastodon zu und setzte die Art mit einigen von Ameghinos älteren Bezeichnungen gleich. Die Gattung Stegomastodon geht auf Hans Pohlig aus dem Jahr 1912 zurück, der diese auf Unterkieferfunde aus Nordamerika bezog.

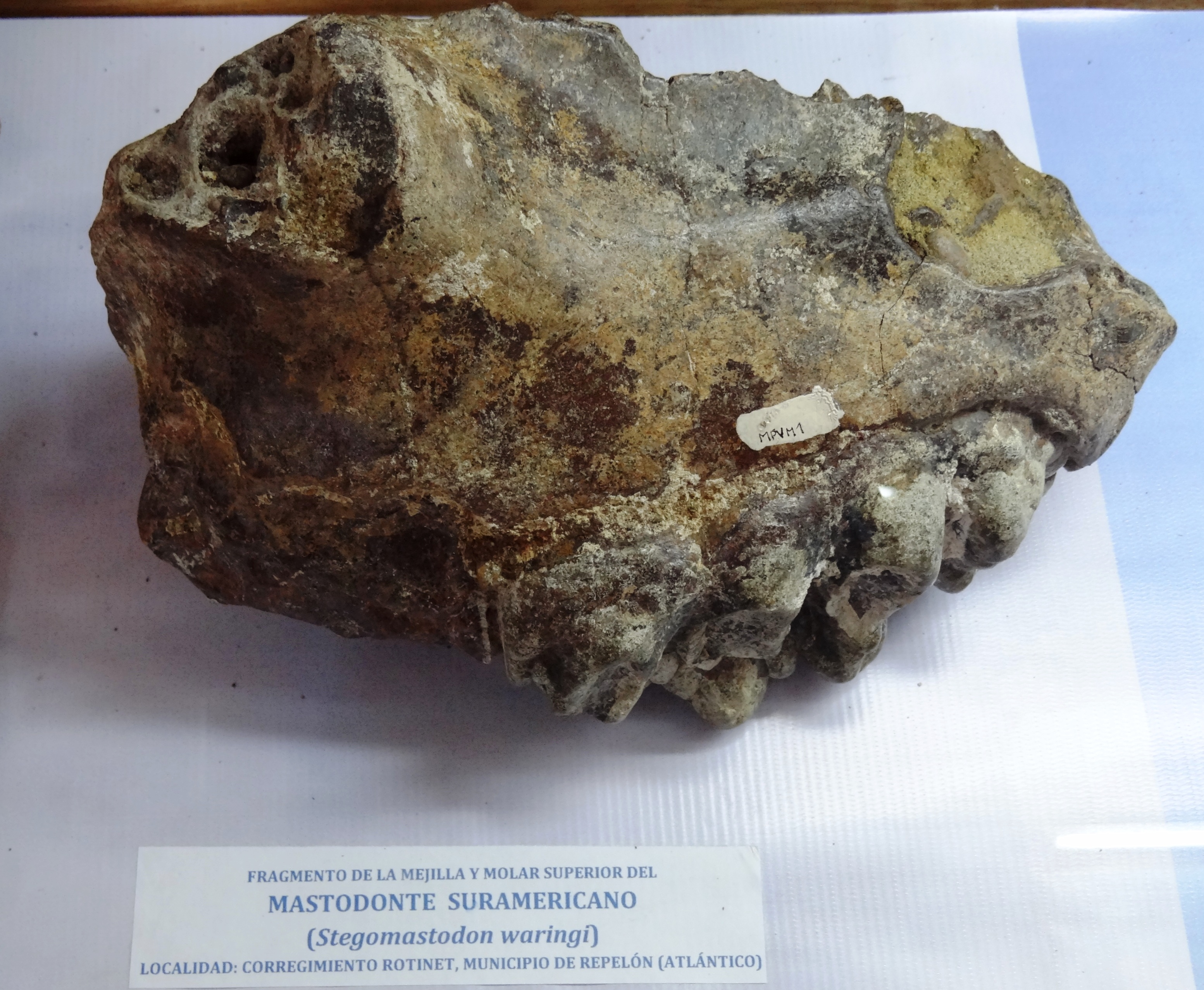
Molar von Haplomastodon waringi

In weiter nördlicheren Bereichen Südamerikas entdeckte Juan Felix Proaño im Jahr 1894 ein nahezu vollständiges Skelett bei Quebrada Chalán nahe Punin in der ecuadorianischen Provinz Chimborazo. Das Skelett veranlasste ihn im Jahr 1922 die Form „Masthodon“ chimborazi aufzustellen. Es ging aber dann im Jahr 1929 gemeinsam mit einem im Jahr zuvor bei Quebrada Callihuaico nahe Quito geborgenen Skelett bei einem Brand an der Universität von Quito nahezu verloren. Einzelne von dem Skelett aus Quebrada Chalán nach dem Brand noch erhalten gebliebene Knochen wie der rechte und linke Oberarmknochen nutzte dann Robert Hoffstetter im Jahr 1950, um Haplomastodon einzuführen, das er als Untergattung von Stegomastodon auswies. Als Typusart nahm er Haplomastodon chimborazi an (Exemplarnummern MICN-UCE-1981 und 1982; im Jahr 1995 wurde von Giovanni Ficcarelli und Forscherkollegen ein Neotypus mit den Exemplarnummern MECN 82 bis 84 aus Quebrada Pistud in der ecuadorianischen Provinz Carchi festgelegt, welcher ebenfalls ein vollständiges Skelett umfasst). Nur zwei Jahre später hob Hoffstetter Haplomastodon auf Gattungsebene, als hauptsächliches Kriterium zur Unterscheidung der beiden Gattungen führte er das Fehlen von quergerichteten Öffnungen am Atlas (erster Halswirbel) bei Haplomastodon an. Innerhalb der Gattung unterschied er gleichzeitig zwei Untergattungen, Haplomastodon und Aleamastodon, die im Fehlen und Vorkommen derartiger Knochenöffnungen auch am Axis voneinander abwichen.

### Stegomastodon,NotiomastodonundHaplomastodon
Seit der Etablierung von Stegomastodon durch Pohlig 1912, Notiomastodon durch Cabrera 1929 und Haplomastodon als eigenständige Gattung durch Hoffstetter 1952 gab es eine vielfache Diskussion über die Gültigkeit der drei Formen. Noch 1952 hatte Hoffstetter Haplomastodon auf das nordwestliche Südamerika beschränkt, für die restlichen Funde, etwa aus Brasilien, bevorzugte er eine Stellung innerhalb von Stegomastodon. Dies wurde durch George Gaylord Simpson und Carlos de Paula Couto im Jahr 1957 in ihrem umfangreichen Werk Mastodonts of Brazil neu geordnet. Hier verwiesen die beiden Autoren alle brasilianischen Fossilfunde zu Haplomastodon. Die beiden anderen Gattungen Notiomastodon und Stegomastodon hingegen sahen sie weiter südlich in der Pamparegion verbreitet. Die von Hoffstetter zur Unterscheidung von Haplomastodon gegenüber Stegomastodon angebrachten Merkmale der quergerichteten Foramina am ersten Halswirbel erwiesen sich nach den Untersuchungen von Simpson und Paula Couto als sehr variabel, sogar innerhalb eines einzelnen Individuums. Beide hoben daher als diagnostisches Merkmal von Haplomastodon im Vergleich zu Notiomastodon und Stegomastodon die stärker nach oben gekrümmten Oberkieferstoßzähne hervor, die keine Umhüllung aus Zahnschmelz aufweisen. Die Typusart bezeichneten Simpson und Paula Couto mit Haplomastodon waringi. Die Artbezeichnung geht auf „Mastodon“ waringi zurück, ein Taxon, welches William Jacob Holland im Jahr 1920 eingeführt hatte. Grundlage dafür bildete ein stark fragmentierter Unterkiefer aus Pedra Vermelha im brasilianischen Bundesstaat Bahia, aufgrund der früheren Benennung hatte sie nach Meinung von Simpson und Paula Couto und in Übereinstimmung mit der Nomenklaturregel der ICZN Vorrang vor Haplomastodon chimborazi. An der Plausibilität der Artbezeichnung wurde aber häufig Kritik geübt, auch von Hoffstetter selbst, da das Typusmaterial aus Brasilien aufgrund des Erhaltungszustandes wenig aussagekräftig ist. Andere Autoren folgten dieser Auffassung und hielten Haplomastodon chimborazi für die valide Nominatform (allerdings wurde im Jahr 2009 das Taxon „Mastodon“ waringi von der ICZN aufgrund der vielfachen Nennung in der wissenschaftlichen Literatur konserviert).
Im Jahr 1995 synonymisierten María Teresa Alberdi und José Luis Prado Notiomastodon mit Stegomastodon und stellten die Art Stegomastodon platensis heraus. Im gleichen Zug setzten sie auch Haplomastodon mit Stegomastodon gleich und benannten die Art mit Stegomastodon waringi. Nach dieser Ansicht bestand zu dieser Zeit mit Stegomastodon nur eine Gattung der Gomphotherien in den südamerikanischen Flachlandregionen. Im Jahr 2008 sprach sich dagegen Marco P. Ferretti für eine eigenständige Stellung von Haplomastodon aus, bezweifelte aber gleichzeitig die Eigenständigkeit von Notiomastodon gegenüber Stegomastodon. Nur zwei Jahre später legte er eine umfangreiche Arbeit zur Skelettanatomie von Haplomastodon vor, in der er die Form deutlich von Stegomastodon absetzte und ihr eine Mittelstellung zwischen diesem und Cuvieronius in den südamerikanischen Anden gab. Etwa im gleichen Zeitraum kamen Spencer George Lucas und Forscherkollegen zu einem ähnlichen Schluss, vor allem nachdem sie ein nahezu vollständiges Skelett von Stegomastodon aus dem mexikanischen Bundesstaat Jalisco untersucht hatten und feststellten, dass die Gattung aufgrund eines abweichenden Bewegungsapparates von den südamerikanischen Gomphotherien abzutrennen sei. Von Notiomastodon setzten sie Haplomastodon durch eine komplexere Kauoberfläche der Backenzähne bei ersterem ab. Demnach lebten wenigstens zwei Gattungsvertreter der Gomphotherien in den Tieflandgebieten Südamerikas. Ein abweichendes Ergebnis erbrachten dann die Analysen eines Forscherteams um Dimila E. Mothé Anfang der 2010er Jahre. Dieses stellte nach der Untersuchung von zahlreichem Rüsseltiermaterial aus Südamerika fest, dass neben Cuvieronius aus dem Andengebiet nur eine weitere Gattung in Südamerika während des späten Pleistozäns vorkam. Diese zeigte aber ihrer Auffassung nach im Bezug auf die Schädel- und Gebissmorphologie eine hohe Variabilität, etwa bei der Gestaltung der Stoßzähne und der Backenzähne. Der Prioritätsregel der ICZN folgend ist der gültige, da zuerst vergebene Gattungsname dieses Gomphotherienvertreters Notiomastodon, die einzige eingeschlossene Art ist mit Notiomastodon platensis zu benennen. Die Ansicht wurde in der Folgezeit mehrfach wiederholt, zudem stellten Mothé und Forscherkollegen durch umfangreiche zahn- und skelettmorphologische Analysen heraus, dass Stegomastodon deutlich von Notiomastodon abwich und auf Nordamerika beschränkt war. Später übernahm auch Spencer George Lucas die Auffassung.

### Amahuacatherium
Problematisch ist die Gattung Amahuacatherium, die im Jahr 1996 von Lidia Romero-Pittman anhand eines Unterkieferfragmentes und zwei isolierten Molaren aus der Region Madre de Dios im südöstlichen Peru beschrieben worden war. Die Funde kamen in der Ipururo-Formation zu Tage, welche entlang des Río Madre de Dios aufgeschlossen ist. Ein zusammen mit den Funden entdecktes Teilskelett ging allerdings bei einer heftigen Flut verloren. Als besondere Merkmale von Amahuacatherium hob die Autorin den kurzen Unterkiefer mit Alveolen für rudimentäre Stoßzähne und Molaren mit einem moderat komplexen Kauflächenmuster hervor. Das Alter der Sedimentschichten mit den Fossilresten wird auf rund 9,5 Millionen Jahren geschätzt, was dem Oberen Miozän entspricht. Damit wäre Amahuacatherium eines der ersten Säugetiere, das noch vor dem Großen Amerikanischen Faunenaustausch, der erst rund sechs Millionen Jahre später einsetzte, von Nord- nach Südamerika gelangte. Außerdem wären die Funde weitaus älter als die nächstältesten Belege von Gomphotherien sowohl in Mittel- als auch Südamerika, die 7 beziehungsweise 2,5 Millionen Jahre alt sind. Nur wenige Jahre später meldeten verschiedene Autoren Zweifel an der Gattung und Altersstellung an. So wurden die Molaren als kaum unterscheidbar zu anderen südamerikanischen Gomphotherien und die Präsenz von Alveolen für die Unterkieferstoßzähne als Fehlinterpretation von mandibulären Hohlräumen angesehen. Auch ließ sich das geologische Alter aufgrund der komplexen stratigraphischen Gegebenheiten nur schwer ermitteln. Andere Wissenschaftler schlossen sich der Meinung an, zudem stellten erneute Zahnuntersuchungen im Vergleich zu anderen südamerikanischen Funden keine signifikanten Unterschiede zu Notiomastodon heraus.